# Coupe féminine de l'UEFA 2002-2003
Navigation
Édition précédente Édition suivante
La Coupe féminine de l'UEFA 2002-2003 est la deuxième édition de la plus importante compétition inter-clubs européenne de football féminin.
Elle se déroule lors de la saison 2002-2003 et oppose les vainqueurs des différents championnats européens de la saison précédente.
La finale se déroule en une rencontre aller-retour et voit la victoire de l'Umeå IK face au Fortuna Hjørring sur le score cumulé de sept buts à un.

## Participants
Le schéma de qualification pour la Coupe féminine de l'UEFA 2002-2003 est identique à celui de la saison précédente :
- les 31 meilleures associations selon l'UEFA ont leurs clubs champion qualifié directement pour la phase de groupes,
- les quatre autres associations présentant un club pour cette compétition passe par un tour de qualification pour rejoindre les 31 autres équipes.

Contrairement à la Ligue des champions masculine, les fédérations européennes ne présentent pas toutes une équipe, donc le nombre exact d'équipes n'est pas fixé jusqu'à ce que la liste d'accès soit complètement connue.
| Phase de groupes | Phase de groupes | Phase de groupes | Phase de groupes | Phase de groupes | Phase de groupes | Phase de groupes | Phase de groupes | Phase de groupes | Phase de groupes | Phase de groupes | Phase de groupes | Phase de groupes | Phase de groupes | Phase de groupes | Phase de groupes |
| --- | --- | --- | --- | --- | --- | --- | --- | --- | --- | --- | --- | --- | --- | --- | --- |
| - FFC Francfort Champion d'Allemagne 2001-2002 - Umeå IK Champion de Suède 2001 - Toulouse FC Champion de France 2001-2002 - Helsinki JK Champion de Finlande 2001 - SK Trondheims-Ørn Champion de Norvège 2001 - Arsenal LFC Champion d'Angleterre 2001-2002 - Fortuna Hjørring Champion du Danemark 2001-2002 - CSK VVS Samara Champion de Russie 2001 - FC Bobruitchanka Champion de Biélorussie 2001 - Levante UD Champion d'Espagne 2001-2002 - SS Lazio Champion d'Italie 2001-2002 - SV Saestum Champion des Pays-Bas 2001-2002 - AC Sparta Prague Champion de République tchèque 2001-2002 - ŽFK Mašinac PZP Niš Champion de Yougoslavie 2001-2002 - FC Sursee Champion de Suisse 2001-2002 - Kilmarnock FC Champion d'Écosse 2001 | - FFC Francfort Champion d'Allemagne 2001-2002 - Umeå IK Champion de Suède 2001 - Toulouse FC Champion de France 2001-2002 - Helsinki JK Champion de Finlande 2001 - SK Trondheims-Ørn Champion de Norvège 2001 - Arsenal LFC Champion d'Angleterre 2001-2002 - Fortuna Hjørring Champion du Danemark 2001-2002 - CSK VVS Samara Champion de Russie 2001 - FC Bobruitchanka Champion de Biélorussie 2001 - Levante UD Champion d'Espagne 2001-2002 - SS Lazio Champion d'Italie 2001-2002 - SV Saestum Champion des Pays-Bas 2001-2002 - AC Sparta Prague Champion de République tchèque 2001-2002 - ŽFK Mašinac PZP Niš Champion de Yougoslavie 2001-2002 - FC Sursee Champion de Suisse 2001-2002 - Kilmarnock FC Champion d'Écosse 2001 | - FFC Francfort Champion d'Allemagne 2001-2002 - Umeå IK Champion de Suède 2001 - Toulouse FC Champion de France 2001-2002 - Helsinki JK Champion de Finlande 2001 - SK Trondheims-Ørn Champion de Norvège 2001 - Arsenal LFC Champion d'Angleterre 2001-2002 - Fortuna Hjørring Champion du Danemark 2001-2002 - CSK VVS Samara Champion de Russie 2001 - FC Bobruitchanka Champion de Biélorussie 2001 - Levante UD Champion d'Espagne 2001-2002 - SS Lazio Champion d'Italie 2001-2002 - SV Saestum Champion des Pays-Bas 2001-2002 - AC Sparta Prague Champion de République tchèque 2001-2002 - ŽFK Mašinac PZP Niš Champion de Yougoslavie 2001-2002 - FC Sursee Champion de Suisse 2001-2002 - Kilmarnock FC Champion d'Écosse 2001 | - FFC Francfort Champion d'Allemagne 2001-2002 - Umeå IK Champion de Suède 2001 - Toulouse FC Champion de France 2001-2002 - Helsinki JK Champion de Finlande 2001 - SK Trondheims-Ørn Champion de Norvège 2001 - Arsenal LFC Champion d'Angleterre 2001-2002 - Fortuna Hjørring Champion du Danemark 2001-2002 - CSK VVS Samara Champion de Russie 2001 - FC Bobruitchanka Champion de Biélorussie 2001 - Levante UD Champion d'Espagne 2001-2002 - SS Lazio Champion d'Italie 2001-2002 - SV Saestum Champion des Pays-Bas 2001-2002 - AC Sparta Prague Champion de République tchèque 2001-2002 - ŽFK Mašinac PZP Niš Champion de Yougoslavie 2001-2002 - FC Sursee Champion de Suisse 2001-2002 - Kilmarnock FC Champion d'Écosse 2001 | - FFC Francfort Champion d'Allemagne 2001-2002 - Umeå IK Champion de Suède 2001 - Toulouse FC Champion de France 2001-2002 - Helsinki JK Champion de Finlande 2001 - SK Trondheims-Ørn Champion de Norvège 2001 - Arsenal LFC Champion d'Angleterre 2001-2002 - Fortuna Hjørring Champion du Danemark 2001-2002 - CSK VVS Samara Champion de Russie 2001 - FC Bobruitchanka Champion de Biélorussie 2001 - Levante UD Champion d'Espagne 2001-2002 - SS Lazio Champion d'Italie 2001-2002 - SV Saestum Champion des Pays-Bas 2001-2002 - AC Sparta Prague Champion de République tchèque 2001-2002 - ŽFK Mašinac PZP Niš Champion de Yougoslavie 2001-2002 - FC Sursee Champion de Suisse 2001-2002 - Kilmarnock FC Champion d'Écosse 2001 | - FFC Francfort Champion d'Allemagne 2001-2002 - Umeå IK Champion de Suède 2001 - Toulouse FC Champion de France 2001-2002 - Helsinki JK Champion de Finlande 2001 - SK Trondheims-Ørn Champion de Norvège 2001 - Arsenal LFC Champion d'Angleterre 2001-2002 - Fortuna Hjørring Champion du Danemark 2001-2002 - CSK VVS Samara Champion de Russie 2001 - FC Bobruitchanka Champion de Biélorussie 2001 - Levante UD Champion d'Espagne 2001-2002 - SS Lazio Champion d'Italie 2001-2002 - SV Saestum Champion des Pays-Bas 2001-2002 - AC Sparta Prague Champion de République tchèque 2001-2002 - ŽFK Mašinac PZP Niš Champion de Yougoslavie 2001-2002 - FC Sursee Champion de Suisse 2001-2002 - Kilmarnock FC Champion d'Écosse 2001 | - FFC Francfort Champion d'Allemagne 2001-2002 - Umeå IK Champion de Suède 2001 - Toulouse FC Champion de France 2001-2002 - Helsinki JK Champion de Finlande 2001 - SK Trondheims-Ørn Champion de Norvège 2001 - Arsenal LFC Champion d'Angleterre 2001-2002 - Fortuna Hjørring Champion du Danemark 2001-2002 - CSK VVS Samara Champion de Russie 2001 - FC Bobruitchanka Champion de Biélorussie 2001 - Levante UD Champion d'Espagne 2001-2002 - SS Lazio Champion d'Italie 2001-2002 - SV Saestum Champion des Pays-Bas 2001-2002 - AC Sparta Prague Champion de République tchèque 2001-2002 - ŽFK Mašinac PZP Niš Champion de Yougoslavie 2001-2002 - FC Sursee Champion de Suisse 2001-2002 - Kilmarnock FC Champion d'Écosse 2001 | - FFC Francfort Champion d'Allemagne 2001-2002 - Umeå IK Champion de Suède 2001 - Toulouse FC Champion de France 2001-2002 - Helsinki JK Champion de Finlande 2001 - SK Trondheims-Ørn Champion de Norvège 2001 - Arsenal LFC Champion d'Angleterre 2001-2002 - Fortuna Hjørring Champion du Danemark 2001-2002 - CSK VVS Samara Champion de Russie 2001 - FC Bobruitchanka Champion de Biélorussie 2001 - Levante UD Champion d'Espagne 2001-2002 - SS Lazio Champion d'Italie 2001-2002 - SV Saestum Champion des Pays-Bas 2001-2002 - AC Sparta Prague Champion de République tchèque 2001-2002 - ŽFK Mašinac PZP Niš Champion de Yougoslavie 2001-2002 - FC Sursee Champion de Suisse 2001-2002 - Kilmarnock FC Champion d'Écosse 2001 | - KSC Eendracht Alost Champion de Belgique 2001-2002 - PAOK Salonique Champion de Grèce 2001-2002 - FC Femina Champion de Hongrie 2001-2002 - KÍ Klaksvík Champion des Îles Féroé 2001 - Codru Chişinău Champion de Moldavie 2001-2002 - AZS Wrocław Champion de Pologne 2001-2002 - SU 1er Décembre Champion du Portugal 2001-2002 - ŽNK Osijek Champion de Croatie 2001-2002 - Innsbrucker AC Champion d'Autriche 2001-2002 - TKSK Visa Tallinn Champion d'Estonie 2001 - Shamrock Rovers LFC Champion d'Irlande 2001-2002 - Breiðablik Kopavogur Champion d'Islande 2001 - Maccabi Haïfa FC Champion d'Israël 2001-2002 - Bangor City FC Champion du pays de Galles 2001-2002 - FC Regal Bucarest Champion de Roumanie 2001-2002 | - KSC Eendracht Alost Champion de Belgique 2001-2002 - PAOK Salonique Champion de Grèce 2001-2002 - FC Femina Champion de Hongrie 2001-2002 - KÍ Klaksvík Champion des Îles Féroé 2001 - Codru Chişinău Champion de Moldavie 2001-2002 - AZS Wrocław Champion de Pologne 2001-2002 - SU 1er Décembre Champion du Portugal 2001-2002 - ŽNK Osijek Champion de Croatie 2001-2002 - Innsbrucker AC Champion d'Autriche 2001-2002 - TKSK Visa Tallinn Champion d'Estonie 2001 - Shamrock Rovers LFC Champion d'Irlande 2001-2002 - Breiðablik Kopavogur Champion d'Islande 2001 - Maccabi Haïfa FC Champion d'Israël 2001-2002 - Bangor City FC Champion du pays de Galles 2001-2002 - FC Regal Bucarest Champion de Roumanie 2001-2002 | - KSC Eendracht Alost Champion de Belgique 2001-2002 - PAOK Salonique Champion de Grèce 2001-2002 - FC Femina Champion de Hongrie 2001-2002 - KÍ Klaksvík Champion des Îles Féroé 2001 - Codru Chişinău Champion de Moldavie 2001-2002 - AZS Wrocław Champion de Pologne 2001-2002 - SU 1er Décembre Champion du Portugal 2001-2002 - ŽNK Osijek Champion de Croatie 2001-2002 - Innsbrucker AC Champion d'Autriche 2001-2002 - TKSK Visa Tallinn Champion d'Estonie 2001 - Shamrock Rovers LFC Champion d'Irlande 2001-2002 - Breiðablik Kopavogur Champion d'Islande 2001 - Maccabi Haïfa FC Champion d'Israël 2001-2002 - Bangor City FC Champion du pays de Galles 2001-2002 - FC Regal Bucarest Champion de Roumanie 2001-2002 | - KSC Eendracht Alost Champion de Belgique 2001-2002 - PAOK Salonique Champion de Grèce 2001-2002 - FC Femina Champion de Hongrie 2001-2002 - KÍ Klaksvík Champion des Îles Féroé 2001 - Codru Chişinău Champion de Moldavie 2001-2002 - AZS Wrocław Champion de Pologne 2001-2002 - SU 1er Décembre Champion du Portugal 2001-2002 - ŽNK Osijek Champion de Croatie 2001-2002 - Innsbrucker AC Champion d'Autriche 2001-2002 - TKSK Visa Tallinn Champion d'Estonie 2001 - Shamrock Rovers LFC Champion d'Irlande 2001-2002 - Breiðablik Kopavogur Champion d'Islande 2001 - Maccabi Haïfa FC Champion d'Israël 2001-2002 - Bangor City FC Champion du pays de Galles 2001-2002 - FC Regal Bucarest Champion de Roumanie 2001-2002 | - KSC Eendracht Alost Champion de Belgique 2001-2002 - PAOK Salonique Champion de Grèce 2001-2002 - FC Femina Champion de Hongrie 2001-2002 - KÍ Klaksvík Champion des Îles Féroé 2001 - Codru Chişinău Champion de Moldavie 2001-2002 - AZS Wrocław Champion de Pologne 2001-2002 - SU 1er Décembre Champion du Portugal 2001-2002 - ŽNK Osijek Champion de Croatie 2001-2002 - Innsbrucker AC Champion d'Autriche 2001-2002 - TKSK Visa Tallinn Champion d'Estonie 2001 - Shamrock Rovers LFC Champion d'Irlande 2001-2002 - Breiðablik Kopavogur Champion d'Islande 2001 - Maccabi Haïfa FC Champion d'Israël 2001-2002 - Bangor City FC Champion du pays de Galles 2001-2002 - FC Regal Bucarest Champion de Roumanie 2001-2002 | - KSC Eendracht Alost Champion de Belgique 2001-2002 - PAOK Salonique Champion de Grèce 2001-2002 - FC Femina Champion de Hongrie 2001-2002 - KÍ Klaksvík Champion des Îles Féroé 2001 - Codru Chişinău Champion de Moldavie 2001-2002 - AZS Wrocław Champion de Pologne 2001-2002 - SU 1er Décembre Champion du Portugal 2001-2002 - ŽNK Osijek Champion de Croatie 2001-2002 - Innsbrucker AC Champion d'Autriche 2001-2002 - TKSK Visa Tallinn Champion d'Estonie 2001 - Shamrock Rovers LFC Champion d'Irlande 2001-2002 - Breiðablik Kopavogur Champion d'Islande 2001 - Maccabi Haïfa FC Champion d'Israël 2001-2002 - Bangor City FC Champion du pays de Galles 2001-2002 - FC Regal Bucarest Champion de Roumanie 2001-2002 | - KSC Eendracht Alost Champion de Belgique 2001-2002 - PAOK Salonique Champion de Grèce 2001-2002 - FC Femina Champion de Hongrie 2001-2002 - KÍ Klaksvík Champion des Îles Féroé 2001 - Codru Chişinău Champion de Moldavie 2001-2002 - AZS Wrocław Champion de Pologne 2001-2002 - SU 1er Décembre Champion du Portugal 2001-2002 - ŽNK Osijek Champion de Croatie 2001-2002 - Innsbrucker AC Champion d'Autriche 2001-2002 - TKSK Visa Tallinn Champion d'Estonie 2001 - Shamrock Rovers LFC Champion d'Irlande 2001-2002 - Breiðablik Kopavogur Champion d'Islande 2001 - Maccabi Haïfa FC Champion d'Israël 2001-2002 - Bangor City FC Champion du pays de Galles 2001-2002 - FC Regal Bucarest Champion de Roumanie 2001-2002 | - KSC Eendracht Alost Champion de Belgique 2001-2002 - PAOK Salonique Champion de Grèce 2001-2002 - FC Femina Champion de Hongrie 2001-2002 - KÍ Klaksvík Champion des Îles Féroé 2001 - Codru Chişinău Champion de Moldavie 2001-2002 - AZS Wrocław Champion de Pologne 2001-2002 - SU 1er Décembre Champion du Portugal 2001-2002 - ŽNK Osijek Champion de Croatie 2001-2002 - Innsbrucker AC Champion d'Autriche 2001-2002 - TKSK Visa Tallinn Champion d'Estonie 2001 - Shamrock Rovers LFC Champion d'Irlande 2001-2002 - Breiðablik Kopavogur Champion d'Islande 2001 - Maccabi Haïfa FC Champion d'Israël 2001-2002 - Bangor City FC Champion du pays de Galles 2001-2002 - FC Regal Bucarest Champion de Roumanie 2001-2002 |
| Tour de qualification | | | | | | | | | | | | | | | |
| - Gömrükçü Bakou Champion d'Azerbaïdjan 2001-2002 - Lefkothea Nicosia FC Champion de Chypre 2001-2002 | - Gömrükçü Bakou Champion d'Azerbaïdjan 2001-2002 - Lefkothea Nicosia FC Champion de Chypre 2001-2002 | - Gömrükçü Bakou Champion d'Azerbaïdjan 2001-2002 - Lefkothea Nicosia FC Champion de Chypre 2001-2002 | - Gömrükçü Bakou Champion d'Azerbaïdjan 2001-2002 - Lefkothea Nicosia FC Champion de Chypre 2001-2002 | - Gömrükçü Bakou Champion d'Azerbaïdjan 2001-2002 - Lefkothea Nicosia FC Champion de Chypre 2001-2002 | - Gömrükçü Bakou Champion d'Azerbaïdjan 2001-2002 - Lefkothea Nicosia FC Champion de Chypre 2001-2002 | - Gömrükçü Bakou Champion d'Azerbaïdjan 2001-2002 - Lefkothea Nicosia FC Champion de Chypre 2001-2002 | - Gömrükçü Bakou Champion d'Azerbaïdjan 2001-2002 - Lefkothea Nicosia FC Champion de Chypre 2001-2002 | - Distillery Predators WFC Champion d'Irlande du Nord 2001 - ŽNK Škale - Mila - Krško Champion de Slovénie 2001-2002 | - Distillery Predators WFC Champion d'Irlande du Nord 2001 - ŽNK Škale - Mila - Krško Champion de Slovénie 2001-2002 | - Distillery Predators WFC Champion d'Irlande du Nord 2001 - ŽNK Škale - Mila - Krško Champion de Slovénie 2001-2002 | - Distillery Predators WFC Champion d'Irlande du Nord 2001 - ŽNK Škale - Mila - Krško Champion de Slovénie 2001-2002 | - Distillery Predators WFC Champion d'Irlande du Nord 2001 - ŽNK Škale - Mila - Krško Champion de Slovénie 2001-2002 | - Distillery Predators WFC Champion d'Irlande du Nord 2001 - ŽNK Škale - Mila - Krško Champion de Slovénie 2001-2002 | - Distillery Predators WFC Champion d'Irlande du Nord 2001 - ŽNK Škale - Mila - Krško Champion de Slovénie 2001-2002 | - Distillery Predators WFC Champion d'Irlande du Nord 2001 - ŽNK Škale - Mila - Krško Champion de Slovénie 2001-2002 |

## Calendrier
| Nom                          | Date aller                   | Date retour                  | Équipes participantes        | Équipes restantes            |                              |
| Tour de qualification (2002) | Tour de qualification (2002) | Tour de qualification (2002) | Tour de qualification (2002) | Tour de qualification (2002) | Tour de qualification (2002) |
| ---------------------------- | ---------------------------- | ---------------------------- | ---------------------------- | ---------------------------- | ---------------------------- |
| Tour de qualification        | du 29 août au 2 septembre    | du 29 août au 2 septembre    | 4                            | 32                           |                              |
| Phase de groupes (2002)      |                              |                              |                              |                              |                              |
| Phase de groupes             | du 25 au 29 septembre        | du 25 au 29 septembre        | 32                           | 8                            |                              |
| Phase finale (2002-2003)     |                              |                              |                              |                              |                              |
| Quarts de finale             | 30 octobre-3 novembre        | 28-30 novembre               | 8                            | 4                            |                              |
| Demi-finale                  | 6-5 avril                    | 27 avril                     | 4                            | 2                            |                              |
| Finale                       | 9 juin                       | 21 juin                      | 2                            | 1                            |                              |

## Tour de qualification
Le tour de qualification est composé des quatre champions des nations les moins bien classées au coefficient UEFA.
| Rang | Équipe                   | Pts | J | G | N | P | Bp | Bc | Diff |
| ---- | ------------------------ | --- | - | - | - | - | -- | -- | ---- |
| 1    | Gömrükçü Bakou           | 9   | 3 | 3 | 0 | 0 | 19 | 0  | +19  |
| 2    | Distillery Predators WFC | 6   | 3 | 2 | 0 | 1 | 4  | 7  | -3   |
| 3    | ŽNK Škale - Mila - Krško | 3   | 3 | 1 | 0 | 2 | 9  | 5  | +4   |
| 4    | Lefkothea Nicosia FC     | 0   | 3 | 0 | 0 | 3 | 0  | 20 | -20  |

| Résultats (▼dom., ►ext.) |  |     |     |     |
| Gömrükçü Bakou           |  | 8-0 | 7-0 | 4-0 |
| Lefkothea Nicosia FC     |  |     | 0-3 | 0-9 |
| Distillery Predators WFC |  |     |     | 1-0 |
| ŽNK Škale - Mila - Krško |  |     |     |     |

## Phase de groupes
La phase de groupes est composée de huit groupes de quatre équipes réparties selon les chapeaux suivants définis par l'UEFA sur la base du Coefficient UEFA :
| Chapeau 1         | Chapeau 2           | Chapeau 3           | Chapeau 4            |
| ----------------- | ------------------- | ------------------- | -------------------- |
| FFC Francfort     | FC Bobruitchanka    | KSC Eendracht Aalst | Innsbrucker AC       |
| Umeå IK           | Levante UD          | PAOK Salonique      | TKSK Visa Tallinn    |
| Toulouse FC       | SS Lazio            | FC Femina           | Shamrock Rovers LFC  |
| Helsinki JK       | SV Saestum          | KÍ Klaksvík         | Breiðablik Kopavogur |
| SK Trondheims-Ørn | AC Sparta Prague    | Codru Chişinău      | Maccabi Haïfa FC     |
| Arsenal LFC       | ŽFK Mašinac PZP Niš | AZS Wrocław         | Bangor City FC       |
| Fortuna Hjørring  | FC Sursee           | SU 1er Décembre     | FC Regal Bucarest    |
| CSK VVS Samara    | Kilmarnock FC       | ŽNK Osijek          | Gömrükçü Bakou       |

### Groupe A
| Rang | Équipe            | Pts | J | G | N | P | Bp | Bc | Diff |
| ---- | ----------------- | --- | - | - | - | - | -- | -- | ---- |
| 1    | Umeå IK           | 9   | 3 | 3 | 0 | 0 | 17 | 1  | +16  |
| 2    | AC Sparta Prague  | 6   | 3 | 2 | 0 | 1 | 11 | 6  | +5   |
| 3    | KÍ Klaksvík       | 3   | 3 | 1 | 0 | 2 | 2  | 11 | -9   |
| 4    | TKSK Visa Tallinn | 0   | 3 | 0 | 0 | 3 | 0  | 12 | -12  |

| Résultats (▼dom., ►ext.) |  |     |     |     |
| KÍ Klaksvík              |  | 0-4 | 2-0 | 0-7 |
| AC Sparta Prague         |  |     | 6-0 | 1-6 |
| TKSK Visa Tallinn        |  |     |     | 0-4 |
| Umeå IK                  |  |     |     |     |

### Groupe B
| Rang | Équipe           | Pts | J | G | N | P | Bp | Bc | Diff |
| ---- | ---------------- | --- | - | - | - | - | -- | -- | ---- |
| 1    | Toulouse FC      | 7   | 3 | 2 | 1 | 0 | 11 | 1  | +10  |
| 2    | SS Lazio         | 7   | 3 | 2 | 1 | 0 | 11 | 3  | +8   |
| 3    | FC Femina        | 3   | 3 | 1 | 0 | 2 | 6  | 6  | 0    |
| 4    | Maccabi Haïfa FC | 0   | 3 | 0 | 0 | 3 | 0  | 18 | -18  |

| Résultats (▼dom., ►ext.) |  |     |     |     |
| FC Femina                |  | 2-5 | 4-0 | 0-1 |
| SS Lazio                 |  |     | 5-0 | 1-1 |
| Maccabi Haïfa FC         |  |     |     | 0-9 |
| Toulouse FC              |  |     |     |     |

### Groupe C
| Rang | Équipe              | Pts | J | G | N | P | Bp | Bc | Diff |
| ---- | ------------------- | --- | - | - | - | - | -- | -- | ---- |
| 1    | FFC Francfort       | 9   | 3 | 3 | 0 | 0 | 17 | 1  | +16  |
| 2    | ŽFK Mašinac PZP Niš | 6   | 3 | 2 | 0 | 1 | 10 | 3  | +7   |
| 3    | Shamrock Rovers LFC | 3   | 3 | 1 | 0 | 2 | 5  | 12 | -7   |
| 4    | ŽNK Osijek          | 0   | 3 | 0 | 0 | 3 | 1  | 17 | -16  |

| Résultats (▼dom., ►ext.) |  |     |     |     |
| FFC Francfort            |  | 2-0 | 8-0 | 7-1 |
| ŽFK Mašinac PZP Niš      |  |     | 6-0 | 4-1 |
| ŽNK Osijek               |  |     |     | 1-3 |
| Shamrock Rovers LFC      |  |     |     |     |

### Groupe D
| Rang | Équipe         | Pts | J | G | N | P | Bp | Bc | Diff |
| ---- | -------------- | --- | - | - | - | - | -- | -- | ---- |
| 1    | Helsinki JK    | 7   | 3 | 2 | 1 | 0 | 10 | 0  | +10  |
| 2    | FC Sursee      | 7   | 3 | 2 | 1 | 0 | 2  | 0  | +2   |
| 3    | AZS Wrocław    | 3   | 3 | 1 | 0 | 2 | 6  | 6  | 0    |
| 4    | Bangor City FC | 0   | 3 | 0 | 0 | 3 | 3  | 15 | -12  |

| Résultats (▼dom., ►ext.) |  |     |     |     |
| Bangor City FC           |  | 0-8 | 0-1 | 3-6 |
| Helsinki JK              |  |     | 0-0 | 2-0 |
| FC Sursee                |  |     |     | 1-0 |
| AZS Wrocław              |  |     |     |     |

### Groupe E
| Rang | Équipe            | Pts | J | G | N | P | Bp | Bc | Diff |
| ---- | ----------------- | --- | - | - | - | - | -- | -- | ---- |
| 1    | SK Trondheims-Ørn | 9   | 3 | 3 | 0 | 0 | 18 | 0  | +18  |
| 2    | SV Saestum        | 6   | 3 | 2 | 0 | 1 | 10 | 3  | +7   |
| 3    | FC Regal Bucarest | 3   | 3 | 1 | 0 | 2 | 3  | 6  | -3   |
| 4    | PAOK Salonique    | 0   | 3 | 0 | 0 | 3 | 1  | 23 | -22  |

| Résultats (▼dom., ►ext.) |  |     |     |      |
| FC Regal Bucarest        |  | 3-0 | 0-2 | 0-4  |
| PAOK Salonique           |  |     | 1-8 | 0-12 |
| SV Saestum               |  |     |     | 0-2  |
| SK Trondheims-Ørn        |  |     |     |      |

### Groupe F
| Rang | Équipe               | Pts | J | G | N | P | Bp | Bc | Diff |
| ---- | -------------------- | --- | - | - | - | - | -- | -- | ---- |
| 1    | Fortuna Hjørring     | 9   | 3 | 3 | 0 | 0 | 17 | 0  | +17  |
| 2    | FC Bobruitchanka     | 6   | 3 | 2 | 0 | 1 | 9  | 5  | +4   |
| 3    | Breiðablik Kopavogur | 3   | 3 | 1 | 0 | 2 | 4  | 12 | -8   |
| 4    | Codru Chişinău       | 0   | 3 | 0 | 0 | 3 | 0  | 13 | -13  |

| Résultats (▼dom., ►ext.) |  |     |     |     |
| FC Bobruitchanka         |  | 3-2 | 6-0 | 0-3 |
| Breiðablik Kopavogur     |  |     | 2-0 | 0-9 |
| Codru Chişinău           |  |     |     | 0-5 |
| Fortuna Hjørring         |  |     |     |     |

### Groupe G
| Rang | Équipe              | Pts | J | G | N | P | Bp | Bc | Diff |
| ---- | ------------------- | --- | - | - | - | - | -- | -- | ---- |
| 1    | Arsenal LFC         | 9   | 3 | 3 | 0 | 0 | 15 | 1  | +14  |
| 2    | Levante UD          | 6   | 3 | 2 | 0 | 1 | 11 | 3  | +8   |
| 3    | Gömrükçü Bakou      | 3   | 3 | 1 | 0 | 2 | 9  | 8  | +1   |
| 4    | KSC Eendracht Alost | 0   | 3 | 0 | 0 | 3 | 0  | 23 | -23  |

| Résultats (▼dom., ►ext.) |  |     |     |     |
| Arsenal LFC              |  | 7-0 | 6-0 | 2-1 |
| KSC Eendracht Alost      |  |     | 0-8 | 0-8 |
| Gömrükçü Bakou           |  |     |     | 1-2 |
| Levante UD               |  |     |     |     |

### Groupe H
| Rang | Équipe          | Pts | J | G | N | P | Bp | Bc | Diff |
| ---- | --------------- | --- | - | - | - | - | -- | -- | ---- |
| 1    | CSK VVS Samara  | 7   | 3 | 2 | 1 | 0 | 7  | 0  | +7   |
| 2    | SU 1er Décembre | 6   | 3 | 2 | 0 | 1 | 4  | 4  | 0    |
| 3    | Kilmarnock FC   | 4   | 3 | 1 | 1 | 1 | 4  | 3  | +1   |
| 4    | Innsbrucker AC  | 0   | 3 | 0 | 0 | 3 | 2  | 10 | -8   |

| Résultats (▼dom., ►ext.) |  |     |     |     |
| SU 1er Décembre          |  | 2-1 | 2-0 | 0-3 |
| Innsbrucker AC           |  |     | 1-4 | 0-4 |
| Kilmarnock FC            |  |     |     | 0-0 |
| CSK VVS Samara           |  |     |     |     |

## Phase finale
La phase finale oppose les premiers de chaque groupe lors de matchs aller-retour selon un tirage au sort intégral, sans têtes de séries.

### Tableau
|  | Quarts de finale               | Quarts de finale      | Quarts de finale      | Quarts de finale      |             |             | Demi-finales       | Demi-finales       | Demi-finales       | Demi-finales       |  |  | Finale            | Finale            | Finale            | Finale            |
|  |                                |                       |                       |                       |             |             |                    |                    |                    |                    |  |  |                   |                   |                   |                   |
|  | 3 et 29 novembre 2003          | 3 et 29 novembre 2003 | 3 et 29 novembre 2003 | 3 et 29 novembre 2003 |             |             | 6 et 27 avril 2003 | 6 et 27 avril 2003 | 6 et 27 avril 2003 | 6 et 27 avril 2003 |  |  | 9 et 21 juin 2003 | 9 et 21 juin 2003 | 9 et 21 juin 2003 | 9 et 21 juin 2003 |
|  | 3 et 29 novembre 2003          | 3 et 29 novembre 2003 | 3 et 29 novembre 2003 | 3 et 29 novembre 2003 |             |             | 6 et 27 avril 2003 | 6 et 27 avril 2003 | 6 et 27 avril 2003 | 6 et 27 avril 2003 |  |  | 9 et 21 juin 2003 | 9 et 21 juin 2003 | 9 et 21 juin 2003 | 9 et 21 juin 2003 |
|  | Gr. A                          | Umeå IK               | 2                     | 0                     |             |             | 6 et 27 avril 2003 | 6 et 27 avril 2003 | 6 et 27 avril 2003 | 6 et 27 avril 2003 |  |  | 9 et 21 juin 2003 | 9 et 21 juin 2003 | 9 et 21 juin 2003 | 9 et 21 juin 2003 |
|  | Gr. A                          | Umeå IK               | 2                     | 0                     |             |             | 6 et 27 avril 2003 | 6 et 27 avril 2003 | 6 et 27 avril 2003 | 6 et 27 avril 2003 |  |  | 9 et 21 juin 2003 | 9 et 21 juin 2003 | 9 et 21 juin 2003 | 9 et 21 juin 2003 |
|  | Gr. B                          | Toulouse FC           | 0                     | 0                     |             |             | 6 et 27 avril 2003 | 6 et 27 avril 2003 | 6 et 27 avril 2003 | 6 et 27 avril 2003 |  |  | 9 et 21 juin 2003 | 9 et 21 juin 2003 | 9 et 21 juin 2003 | 9 et 21 juin 2003 |
|  | Gr. B                          | Toulouse FC           | 0                     | 0                     | Umeå IK     | Umeå IK     | 1                  | 1 (7)              |                    |                    |  |  | 9 et 21 juin 2003 | 9 et 21 juin 2003 | 9 et 21 juin 2003 | 9 et 21 juin 2003 |
|  | 2 et 30 novembre 2003          |                       |                       |                       | Umeå IK     | Umeå IK     | 1                  | 1 (7)              |                    |                    |  |  | 9 et 21 juin 2003 | 9 et 21 juin 2003 | 9 et 21 juin 2003 | 9 et 21 juin 2003 |
|  |                                |                       | FFC Francfort         | FFC Francfort         | 1           | 1 (6)       |                    |                    |                    |                    |  |  | 9 et 21 juin 2003 | 9 et 21 juin 2003 | 9 et 21 juin 2003 | 9 et 21 juin 2003 |
|  | Gr. D                          | Helsinki JK           | FFC Francfort         | FFC Francfort         | 1           | 1 (6)       | 0                  | 0                  |                    |                    |  |  | 9 et 21 juin 2003 | 9 et 21 juin 2003 | 9 et 21 juin 2003 | 9 et 21 juin 2003 |
|  | Gr. D                          | Helsinki JK           | 5 et 27 avril 2003    |                       |             |             | 0                  | 0                  |                    |                    |  |  | 9 et 21 juin 2003 | 9 et 21 juin 2003 | 9 et 21 juin 2003 | 9 et 21 juin 2003 |
|  | Gr. C                          | FFC Francfort         | 2                     | 8                     |             |             |                    |                    |                    |                    |  |  | 9 et 21 juin 2003 | 9 et 21 juin 2003 | 9 et 21 juin 2003 | 9 et 21 juin 2003 |
|  | Gr. C                          | FFC Francfort         | 2                     | 8                     | Umeå IK     | Umeå IK     | 4                  | 3                  |                    |                    |  |  |                   |                   |                   |                   |
|  | 2 et 28 novembre 2003          |                       |                       |                       | Umeå IK     | Umeå IK     | 4                  | 3                  |                    |                    |  |  |                   |                   |                   |                   |
|  |                                |                       | Fortuna Hjørring      | Fortuna Hjørring      | 1           | 0           |                    |                    |                    |                    |  |  |                   |                   |                   |                   |
|  | Gr. H                          | CSK VVS Samara        | Fortuna Hjørring      | Fortuna Hjørring      | 1           | 0           | 0                  | 1                  |                    |                    |  |  |                   |                   |                   |                   |
|  | Gr. H                          | CSK VVS Samara        |                       |                       |             |             |                    |                    |                    |                    |  |  |                   |                   |                   |                   |
|  | Gr. G                          | Arsenal LFC           | 2                     | 1                     |             |             |                    |                    |                    |                    |  |  |                   |                   |                   |                   |
|  | Gr. G                          | Arsenal LFC           | 2                     | 1                     | Arsenal LFC | Arsenal LFC | 1                  | 1                  |                    |                    |  |  |                   |                   |                   |                   |
|  | 30 octobre et 30 novembre 2003 |                       |                       |                       | Arsenal LFC | Arsenal LFC | 1                  | 1                  |                    |                    |  |  |                   |                   |                   |                   |
|  |                                |                       | Fortuna Hjørring      | Fortuna Hjørring      | 3           | 5           |                    |                    |                    |                    |  |  |                   |                   |                   |                   |
|  | Gr. E                          | SK Trondheims-Ørn     | Fortuna Hjørring      | Fortuna Hjørring      | 3           | 5           | 2                  | 0                  |                    |                    |  |  |                   |                   |                   |                   |
|  | Gr. E                          | SK Trondheims-Ørn     |                       |                       |             |             |                    | 0                  |                    |                    |  |  |                   |                   |                   |                   |
|  | Gr. F                          | Fortuna Hjørring      | 2                     | 1                     |             |             |                    |                    |                    |                    |  |  |                   |                   |                   |                   |
|  | Gr. F                          | Fortuna Hjørring      | 2                     | 1                     |             |             |                    |                    |                    |                    |  |  |                   |                   |                   |                   |
|  |                                |                       |                       |                       |             |             |                    |                    |                    |                    |  |  |                   |                   |                   |                   |

### Quarts de finale
| Pays | Club              | Aller | Retour | Club             | Pays |
| ---- | ----------------- | ----- | ------ | ---------------- | ---- |
|      | Umeå IK           | 2-0   | 0-0    | Toulouse FC      |      |
|      | Helsinki JK       | 0-2   | 0-8    | FFC Francfort    |      |
|      | SK Trondheims-Ørn | 2-2   | 0-1    | Fortuna Hjørring |      |
|      | CSK VVS Samara    | 0-2   | 1-1    | Arsenal LFC      |      |

### Demi-finales
| Pays | Club             | Aller | Retour                 | Club          | Pays |
| ---- | ---------------- | ----- | ---------------------- | ------------- | ---- |
|      | Umeå IK          | 1-1   | 1-1 (a.p.) (Tab : 7-6) | FFC Francfort |      |
|      | Fortuna Hjørring | 3-1   | 5-1                    | Arsenal LFC   |      |

### Finale
| Match aller               | Umeå IK                                                                           | 4 - 1 | Fortuna Hjørring | Gammliavallen, Umeå                           |                                               |
| 9 juin 2003 16 h 00 (CET) | Hanna Ljungberg 40e · Hanna Ljungberg 49e · Frida Östberg 53e · Laura Kalmari 63e |       | Janne Madsen 21e | Spectateurs : 7 648 Arbitrage : Elke Günthner | Spectateurs : 7 648 Arbitrage : Elke Günthner |
| 9 juin 2003 16 h 00 (CET) | Rapport                                                                           |       |                  | Spectateurs : 7 648 Arbitrage : Elke Günthner | Spectateurs : 7 648 Arbitrage : Elke Günthner |

| G                | 1  | Sofia Lundgren   |   |     |
| D                | 2  | Anna Paulson     |   |     |
| D                | 4  | Hanna Marklund   |   |     |
| D                | 5  | Maria Bergqvist  |   |     |
| D                | 15 | Sanna Valkonen   |   |     |
| D                | 18 | Linda Dahlqvist  |   |     |
| M                | 6  | Malin Moström    |   |     |
| M                | 9  | Anna Sjöström    | 0 | 80e |
| M                | 86 | Frida Östberg    |   |     |
| A                | 10 | Hanna Ljungberg  |   |     |
| A                | 21 | Laura Kalmari    |   | 89e |
| Remplaçantes :   |    |                  |   |     |
| M                | 11 | Lotta Runesson   |   | 80e |
| A                | 7  | Maria Nordbrandt |   | 89e |
| Entraîneur :     |    |                  |   |     |
| Richard Holmlund |    |                  |   |     |

| G               | 1  | Dorthe Larsen          |   |     |
| D               | 2  | Anne-Mette Christensen |   |     |
| D               | 7  | Birgit Christensen     |   |     |
| D               | 14 | Mariann Gajhede        |   |     |
| M               | 3  | Alison Forman          |   |     |
| M               | 10 | Christina Bonde        |   |     |
| M               | 11 | Sharon Black           |   |     |
| M               | 12 | Janne Madsen           |   | 51e |
| A               | 5  | Stacey Peterson        | 0 | 69e |
| A               | 6  | Lene Madsen            |   | 64e |
| A               | 13 | Johanna Rasmussen      |   | 84e |
| Remplaçantes :  |    |                        |   |     |
| A               | 16 | May Krøgh Christensen  |   | 64e |
| A               | 7  | Hanne Sand Christensen |   | 69e |
| A               | 23 | Tanja Christensen      |   | 84e |
| Entraîneur :    |    |                        |   |     |
| Steen Refsgaard |    |                        |   |     |

| Match aller                | Fortuna Hjørring | 0 - 3 | Umeå IK                                                           | Hjørring Stadium, Hjørring                 |                                            |
| 21 juin 2003 16 h 00 (CET) |                  |       | Malin Moström 4e (pen.) · Laura Kalmari 35e · Hanna Ljungberg 71e | Spectateurs : 2 119 Arbitrage : Wendy Toms | Spectateurs : 2 119 Arbitrage : Wendy Toms |
| 21 juin 2003 16 h 00 (CET) | Rapport          |       |                                                                   | Spectateurs : 2 119 Arbitrage : Wendy Toms | Spectateurs : 2 119 Arbitrage : Wendy Toms |

| G               | 1  | Dorthe Larsen          |   |     |
| D               | 2  | Anne-Mette Christensen |   |     |
| D               | 7  | Birgit Christensen     |   |     |
| D               | 14 | Mariann Gajhede        |   | 82e |
| M               | 3  | Alison Forman          |   |     |
| M               | 10 | Christina Bonde        |   |     |
| M               | 11 | Sharon Black           |   |     |
| M               | 12 | Janne Madsen           |   | 46e |
| A               | 6  | Lene Madsen            |   | 74e |
| A               | 7  | Hanne Sand Christensen |   | 5e  |
| A               | 16 | May Krøgh Christensen  | 0 | 25e |
| Remplaçantes :  |    |                        |   |     |
| A               | 13 | Johanna Rasmussen      |   | 46e |
| A               | 23 | Tanja Christensen      |   | 74e |
| A               | 5  | Stacey Peterson        |   | 82e |
| Entraîneur :    |    |                        |   |     |
| Steen Refsgaard |    |                        |   |     |

| G                | 1  | Sofia Lundgren   |   |     |
| D                | 5  | Maria Bergqvist  |   |     |
| D                | 4  | Hanna Marklund   |   |     |
| D                | 13 | Sofia Eriksson   |   | 79e |
| D                | 15 | Sanna Valkonen   |   |     |
| D                | 18 | Linda Dahlqvist  |   |     |
| M                | 6  | Malin Moström    |   |     |
| M                | 9  | Anna Sjöström    |   | 79e |
| M                | 86 | Frida Östberg    | 0 | 22e |
| A                | 10 | Hanna Ljungberg  |   |     |
| A                | 21 | Laura Kalmari    |   | 81e |
| Remplaçantes :   |    |                  |   |     |
| A                | 7  | Maria Nordbrandt |   | 79e |
| A                | 16 | Emma lindqvist   |   | 79e |
| M                | 11 | Lotta Runesson   |   | 81e |
| Entraîneur :     |    |                  |   |     |
| Richard Holmlund |    |                  |   |     |

| Champion d'Europe 2003 |
| ---------------------- |
| Drapeau de la Suède    |
| Umeå IK Premier Titre  |

## Statistiques
| Rang | Joueuse          | Équipe            | Buts |
| ---- | ---------------- | ----------------- | ---- |
| 1    | Hanna Ljungberg  | Umeå IK           | 10   |
| 2    | Elena Khodyryeva | Gömrükçü Bakou    | 8    |
| 3    | Birgit Prinz     | FFC Francfort     | 6    |
| 3    | Christina Bonde  | Fortuna Hjørring  | 6    |
| 3    | Heidi Pedersen   | SK Trondheims-Ørn | 6    |
| 6    | 6 joueuses       | 6 joueuses        | 5    |